# جمهورية المكسيك المركزية
جمهورية المكسيك المركزية، أو كما تُسمى بالمراجع العلمية الناطقة بالإنجليزية «الجمهورية المركزية»، كانت تُسمى بشكل رسمي «جمهورية المكسيك». كانت نظامًا سياسيًا مركزيًا اعتُمد في المكسيك في 23 أكتوبر من عام 1835 وفقًا لدستور جديد يُعرف باسم القوانين السبعة، بعد إلغاء الدستور الفيدرالي لعام 1824. عزا المحافظون المكسيكيون الفوضى السياسية التي ظهرت في الفترة التي طُبق فيها الدستور الفيدرالي إلى منح الولايات سلطات فوق سلطة الحكومة الفيدرالية، وإلى مشاركة رجال عاديين في النظام السياسي بعد تطبيق حق الاقتراع العام، وإلى التمردات والركود الاقتصادي الناتج عن ضعف الحكومة الفيدرالية. رأت النخبة المحافظة في أن حل مشكلة الفوضى السياسية في البلاد يكمن في إلغاء النظام الفيدرالي واستبدال نظام مركزي به يعيد إلى الأذهان الأنظمة السياسية التي كانت سائدة في العصر الاستعماري. أعطى نظام الحكم الفيدرالي الولايات المكسيكية ومجالسها التشريعية والبلديات عددًا من الصلاحيات، وهو ما جعل الولايات البعيدة عن مركز البلاد تفضل هذا النظام على غيره. أمّا نظام الدولة المركزية، فكان مفضلًا من قبل النخبة الحضرية المحافظة، إذ كان نظام الحكم الفيدرالي-وفقًا لرؤية المحافظين- فاشلًا، ولم تكن بلادهم مستعدة له، واعتبروا أن الشكل المثالي للحكومة يكمن في كون الجمهورية مستقلة ذاتيًا، وتفقد فيها الولايات سلطتها على الحكومة المركزية. أنشأ المحافظون، بدعم من الجيش المكسيكي، الجمهورية المركزية التي استمرت لأحد عشر عامًا (بين عامي 1835 و1846). أُسس النظام الوحدوي بشكل رسمي في 30 ديسمبر من عام 1839 بتشريع من دستور القوانين السبعة، ومع ذلك، أثبت دستور القوانين السبعة أنه غير قابل للتطبيق، وتم التخلي عنه بعد أربع سنوات ونصف من التطبيق، واستُعيض عنه بدكتاتورية عسكرية بقيادة أنطونيو لوبيز دي سانتا آنا. أصدر الرئيس المؤقت خوسيه ماريانو في 22 أغسطس من عام 1846 المرسوم الذي أعاد تطبيق دستور عام 1824، وعاد بذلك تطبيق نظام الفيدرالية على البلاد.
أدت المحاولات التي قام بها المحافظون لفرض دولة موحدة إلى حدوث عدد من ردود الأفعال التي ظهرت كمقاومة مسلحة تطالب بالفيدرالية. ولّدت المركزية حالة من عدم الاستقرار السياسي، نتج عنها انتفاضات مسلحة وتحركات انفصالية في البلاد كحالات التمرد في ولاية زاكاتيكاس، وثورة تكساس، وانفصال ولاية تاباسكو عن المكسيك، واستقلال ولايات كواويلا، وتاماوليباس -التي شكلت معًا جمهورية ريو غراندي- واستقلال ولاية يوكاتان.
حكم جمهورية المكسيك المركزية أحد عشر رئيسًا. لم يكمل أحد منهم فترة ولايته قبل حل الجمهورية.
كانت فترة عدم الاستقرار السياسي التي عصفت بالمكسيك متزامنة مع صراعين دوليين كبيرين هما: حرب الكعك الناجمة عن المطالبات الاقتصادية التي نادى بها المواطنون الفرنسيون ضد الحكومة المكسيكية، والحرب الأمريكية المكسيكية التي نجمت عن ضم الولايات المتحدة لتكساس.

## إقامة النظام المركزي
ترافقت انتخابات عام 1828 في المكسيك (التي شهدت منافسة سياسية بين النخب البيضاء الحضرية المحافظة والجماعات السياسية السمراء المنتشرة في البلدات الصغيرة والأرياف) باضطرابات سياسية كبيرة. على الرغم من هزيمة المرشح المعتدل مانويل غوميز بيدرازا لليبرالي فيستي غيريرو في الانتخابات الرئاسية غير المباشرة للهيئات التشريعية في الولايات، أجبر مؤيّدو غيريرو الرئيسَ المنتخب على الاستقالة، وأبطلوا الانتخابات، وعُين غيريرو رئيسًا للبلاد في شهر أبريل من عام 1829. وفي شهر ديسمبر من نفس العام، أجبر المحافظون غيريرو على الاستقالة ثم تعرض للخطف والمحاكمة وحُكم عليه بالإعدام بأمر من المحافظين المكسيكيين. كان هنالك صراع مستمر بين الفيدراليين والمركزيين والثورات المتنوعة الناجمة عن الإصلاحات الليبرالية، فبدأ سانتا آنا بإجراءات حل الاتحاد، وفرض جمهورية مركزية، وإلغاء الإصلاحات التي نُفذت بموجب القرارات الصادرة في عهد ولاية فالنتين غوميز فارياس.
في عام 1835، أسس حزب المحافظين الكونغرس الذي أُقرت دستوريته. وأصدر الكونغرس في 23 أكتوبر من نفس العام القواعد الدستورية. سُنّت القوانين الدستورية السبعة التي وضعت قواعد نظام المركزية الإدارية والحكومية في البلاد في 30 ديسمبر من عام 1836.

## القوانين السبعة
حلت القوانين الدستورية للجمهورية المكسيكية، والمعروفة باسم القوانين السبعة، محل الدستور في عام 1824.
1. تمنح المواد الخمس عشرة من القانون الأول الجنسيةَ لأولئك الذين يتجاوز دخلهم السنوي مئة بيزو ممّن يمتلكون القدرة على القراءة والكتابة، باستثناء عاملات المنازل اللاتي لم يكنّ يمتلكن حينها الحق في التصويت. قلصت هذه الأحكام المركزية من حقوق الرجال من ذوي البشرة السمراء، والفقراء، والأقل تعليمًا، الذين اعتادوا على الحصول على مستويات دعم أكبر بموجب الدستور الاتحادي.
2. سمح القانون الثاني للرئيس بإغلاق الكونغرس وإبطال أحكام محكمة العدل العليا في البلاد. لم يكن للضباط العسكريين الحق في تولي منصب الرئاسة. اختفت بموجب هذا القانون التوازنات بين سلطات الدولة، وهو ما يسمح للرئيس بالحكم بشكل استبدادي.
3. وضعت المواد الثمانية والخمسون من القانون الثالث القواعدَ لهيئة تشريعية ذات مجلسين، أحدهما للنواب والآخر للشيوخ المنتخبين من قبل الهيئات الحكومية. كانت مدة ولاية الأعضاء في المجالس التشريعية أربع سنوات. من الممكن اعتبار عمل الهيئة التشريعية ضعيفًا نظرًا للسلطات الواسعة التي يتمتع بها رئيس الجمهورية، ومن بينها حل الهيئة التشريعية بأكملها.